# Crepidodera aurea
Crepidodera aurea is een keversoort uit de familie bladkevers (Chrysomelidae). De wetenschappelijke naam van de soort werd in 1785 gepubliceerd door Etienne Louis Geoffroy.